# 圣三一桥 (圣彼得堡)
圣三一桥（羅馬化：Troitsky most）是俄罗斯圣彼得堡跨越涅瓦河的一座开启桥，连接卡缅内岛大街和苏沃洛夫广场。这是第三座横跨涅瓦河的永久桥，1897年和1903年之间建成，长582米，宽23.6米。 
该桥得名于其北端的旧圣三一大教堂。在20世纪被称为“平等桥”（俄语：мост Ра́венства，1918年至1934年）和“基洛夫桥”（俄语：Ки́ровский мост，1934年-1999）。

## 历史和建设
1803年，建于1786年的沃斯克列辛斯基桥，从沃斯克列辛斯基大街（现在的车尔尼雪夫斯基大街）附近被移到夏园。1825年，修建苏沃洛夫桥，连接苏沃洛夫广场和圣三一广场。 
1892年宣布举行永久性圣三一桥的设计竞赛。16名来自俄罗斯和欧洲其他国家的工程师参加了这次比赛，其中包括巴黎艾菲尔铁塔的设计者，法国工程师居斯塔夫·埃菲尔。获胜者是来自法国的 V. Shabrol 和 R. Patulyar。 
本桥1897年8月12日开始建造，时任法国总统菲利·福尔出席了开工仪式。这座桥在圣彼得堡建城200周年，即1903年时完工。

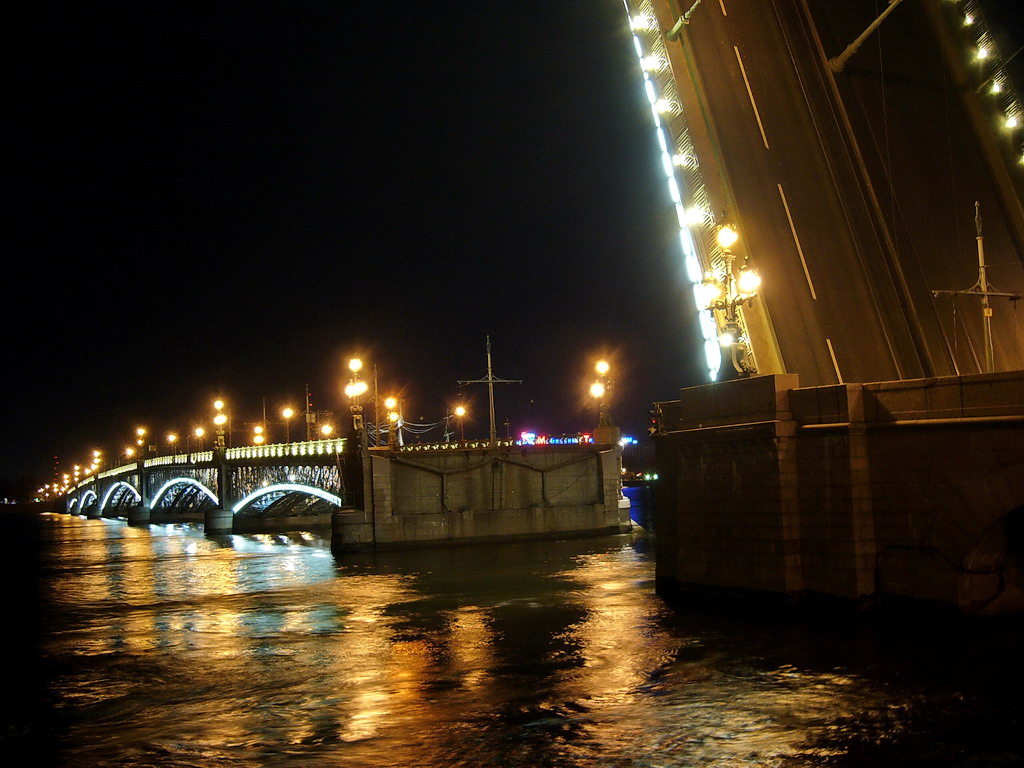
三一桥夜景